# Marlies Öster
Marlies Öster, née le 22 août 1976 à Frutigen, est une skieuse alpine suisse, qui a mis fin à sa carrière sportive à la fin de la saison 2005.

## Palmarès

### Jeux olympiques
- 4e du combiné aux Jeux de Salt Lake City en 2002.

### Championnats du monde
- Championnats du monde de 2003 à Saint-Moritz ( Suisse) :
  -  Médaille de bronze en combiné

### Coupe du monde
- Meilleur classement au général : 32e en 2002.
- 2 podiums dont 1 victoire

#### Victoire
- 2002 :
  - Slalom : 1 victoire (Berchtesgaden ( Allemagne)).